# Linka (bướm nhảy)
Linka là một chi bướm ngày thuộc họ Bướm nâu.